# الأسبوع الماضي هذا المساء مع جون أوليفر
الأسبوع الماضي هذا المساء مع جون أوليفر (بالإنجليزية: Last Week Tonight with John Oliver) برنامج حواري مسائي أمريكي، يُعرض على قناة «HBO» مساء يوم الأحد في الولايات المتحدة، ومساء الإثنين على قناة "HBO Canada" في كندا، ومساء الثلاثاء على قناة سكاي أتلانتيك في المملكة المتحدة. يستمر البرنامج نصف ساعة ويناقش مقدم البرنامج جون أوليفر القضايا السياسية والاجتماعية في الولايات المتحدة بصورة كوميدية كل أسبوع.
بدأ عرض البرنامج في 27 أبريل، 2014، وقع جون أوليفر عقداً لمدة سنتين مع إمكانية التجديد. في فبراير، 2015، أعلن عن تجديد المُسلسل لموسمين إضافيين من خمسة وثلاثون حلقة في كل موسم.

## الحلقات

### نظرة عامة
| الموسم | الحلقات | الحلقات | الأصلي         | الأصلي         |
| الموسم | الحلقات | الحلقات | الأول          | الأخير         |
| ------ | ------- | ------- | -------------- | -------------- |
| 1      | 24      | 24      | 27 أبريل 2014  | 9 نوفمبر 2014  |
| 2      | 35      | 35      | 8 فبراير 2015  | 22 نوفمبر 2015 |
| 3      | 30      | 30      | 14 فبراير 2016 | 13 نوفمبر 2016 |
| 4      | 30      | 30      | 12 فبراير 2017 | 12 نوفمبر 2017 |
| 5      | 30      | 30      | 18 فبراير 2018 | 18 نوفمبر 2018 |
| 6      | 30      | 30      | 17 فبراير 2019 | 17 نوفمبر 2019 |

## وصلات خارجية
- الأسبوع الماضي هذا المساء مع جون أوليفر على موقع IMDb (الإنجليزية)
- الأسبوع الماضي هذا المساء مع جون أوليفر على موقع ميتاكريتيك (الإنجليزية)
- الأسبوع الماضي هذا المساء مع جون أوليفر على موقع روتن توميتوز (الإنجليزية)
- الأسبوع الماضي هذا المساء مع جون أوليفر على موقع أول موفي (الإنجليزية)
- الأسبوع الماضي هذا المساء مع جون أوليفر على موقع فيلمافينيتي (الإسبانية)
- الأسبوع الماضي هذا المساء مع جون أوليفر على موقع كينوبويسك (الروسية)
- الأسبوع الماضي هذا المساء مع جون أوليفر على موقع قاعدة بيانات الفيلم (الإنجليزية)